# Rainie Yang
Rainie Yang (née le 4 juin 1984 à Taipei), de son vrai nom Yang Cheng Lin (楊丞琳), est une chanteuse, actrice et animatrice de télévision taïwanaise. Elle commence sa carrière de chanteuse au sein du groupe féminin 4 in Love, et son premier album solo sort en 2005. Elle parle le mandarin, l'anglais, le japonais et le cantonais. Elle est devenue une des célébrités taiwanaises les plus populaires.

## Biographie
Rainie Yang a fait ses débuts à 16 ans dans des publicités. Puis, après avoir réussi une audition, elle intègre le groupe 4 in Love formé de 4 jeunes chanteuses Taïwanaises, où elle prend son pseudonyme de "Rainie". Après la séparation du groupe, elle continue dans le domaine du show-biz en tant que présentatrice d'émissions de divertissement comme le célèbre jeu Guess Guess Guess.
Ses talents d'actrice ont été révélés en 2001 dans la série ("drama" en Asie) Meteor Garden, succès en Chine mais aussi dans toute l'Asie.
Sa carrière d'actrice se poursuit et se développe : elle tient le rôle principal dans plusieurs "dramas" à succès, mais sa popularité explose en 2005 grâce au drama Devil Beside You, devenu culte, qui la propulse dans le top des artistes favoris de Taiwan.
À l'occasion de ce drama, elle sort son premier album solo Ambiguous (Ai Mei), succès en Asie du Sud-Est vendu à plus d'1,5 million d'exemplaires. Puis en mars 2006 sort son deuxième album Meeting Love.
La carrière cinématographique de Rainie Yang débute en 2001 avec le film Merry Go Round ; elle joue notamment dans Spider Lilies en 2007, un film traitant de l'homosexualité féminine, dans lequel elle tient le rôle principal aux côtés de l'actrice hong-kongaise Isabella Leong.
En 2007, elle tient à nouveau le rôle principal dans Why Why Love, une autre série à succès.
Le 22 octobre 2010, Rainie Yang gagne le 45e Golden Bell Awards de la meilleure actrice féminine dans une série (drama)pour le rôle de Chen Bao Zhu dans Hi My Sweetheart.

## Discographie solo

### Albums
- 9 septembre 2005 : My Intuition
- 19 mars 2006 : Meeting Love
- 7 septembre 2007 : My Other Self
- 7 novembre 2008 : Not Yet a Woman
- 1er janvier 2010 : Rainie & Love...?
- 29 juillet 2011 : Longing For
- 17 août 2012 : Wishing For Happiness
- 23 août 2013 : Angel Wings
- 12 décembre 2014 : A Tale of Two Rainie
- 30 septembre 2016 : Traces of Time in Love

Compilation
- 23 avril 2010 : Whimsical World Collection

### Singles
- 27 janvier 2010 : Aimei (曖昧) (single japonais)
- 16 août 2012 : Wishing For Happiness (想幸福的人)[1]
- 23 août 2013 : Angel Wings (天使之翼)[2]
- 15 septembre 2017 : Youth Lies Within (青春住了誰)
- 16 novembre 2017 : 1,001 Wishes (一千零一個願望 (單人版))
- 4 juin 2018 : Lessons In Love (忘課)

### Bandes originales
- 2002.05.22 : Tomorrow Original Soundtrack
- 2002.09.24 : Tomorrow Original Soundtrack (Hong Kong Special Version)
- 2009 : Rainie Love (générique de Hi, My Sweetheart)

## Filmographie

### Dramas
| Année | Drama | Rôles                                                         |
| ----- | --- | ------------------------------------------------------------- |
| 2001  | - Meteor Garden (流星花園) - Meteor Rain (流星雨)                                                         | - Xiao You - Xiao You                                         |
| 2002  | - Tomorrow (愛情白皮書) - Hua Xiang Lavender 2 (「花香番外篇」 許紹洋E偶像劇) - Sunshine Jelly (陽光果凍) | - Yuan Chen Mei - Xiao Xiao - Mei                             |
| 2003  | - The Pink Godfather (粉紅教父小甜甜) - The Original Scent of Summer (原味的夏天)                         | - Bao Xiao Ting/Chen Tian Shi - Yang Pan Pan                  |
| 2004  | - Love Bird (候鳥e人) - Legend of Speed (極速傳說) - City Of The Sky (天空之城) - Liao Zhai (聊齋)        | - Jiang Ding Han - Juliet/Gao Yun - Lu Bin Yan - Zheng Ah Bao |
| 2005  | - Devil Beside You (惡魔在身邊)                                                                           | - Qi Yue                                                      |
| 2007  | - One Night Only, special Asian edition - One Night Only, spécial Asian édition - Why Why Love            | - Tong Jia Di                                                 |
| 2008  | - Miss No Good (不良笑花)                                                                                 | - Jiang Xiao Hua                                              |
| 2009  | - ToGetHer (愛就宅一起)                                                                                   | - Chen Mo Mo                                                  |
| 2010  | - Hi, My Sweetheart (海派甜心)                                                                            | - Chen Baozhu （陳寶茱）                                      |
| 2011  | - Drunken to Love You (醉後決定愛上你) - Sunshine Angel (陽光天使)                                        | - Lin Xiao Ru - Yang Guang                                    |
| 2014  | - Love at Second Sight (一見不鍾情)                                                                       | - Fei Luo Luo (費洛洛)                                        |
| 2016  | - Rock Records in Love (滾石愛情故事) - Life Plan A and B (植劇場－荼靡)                                  | - Chen Li Xin - Cheng Ru Wei                                  |

### Films
- Merry Go Round (初戀喳麵) (2001)
- Spider Lilies (刺青) (2007)
- The Child's Eye in 3D (2010)
- HeartBeat Love (再一次心跳) (2012)
- Wishing for Happiness (想幸福的人) (2012)
- Endless Nights in Aurora (極光之愛) (2014)
- The Tag-Along 2 (紅衣小女孩2) (2017)

### TV Shows
- TVBS Game Show - 2003
- Jacky Live! - 2003
- Azio Entertainment News - 2002 - Mai 2004
- Guess, Guess, Guess (我猜我猜我猜猜猜) (GTV) - 2002 - Janvier 2007
- 100% Entertainment – 2005